# Korenyevo
Korenyevo (cirill betűkkel Коренево) városi község (городское поселение) Oroszország Kurszki területének déli, Ukrajnával határos részén (a régió nyugati szektorában). A Korenyevói járás székhelye.

## Földrajz
Lgovtól 40 km-rel délnyugatra, Rilszktől 25 km-rel délre található. Itt torkollik a Krepna patak a Szejm folyóba. A nagyközségtől nyugatra sűrű ártéri erdő húzódik.
Éghajlata mérsékelt kontinentális (Dfb a Köppen-féle klímaosztályozás szerint): a nyár meleg, a tél viszonylag enyhe. Az évi átlagos csapadék 664 mm.

## Története
Írásban először 1625-ben említik. A Kijev–Kurszk-vasútvonal 1869-ben kapcsolta be az országos vasúthálózatba. 1894-ben készült el a Korenyevót a tőle 25 km-re fekvő Rilszkkel összekötő keskeny vágányú (1000 mm-es nyomtávú) vasút.
Az első világháborúban 1918 áprilisában elfoglalták a szövetséges ukrán–német csapatok. Itt írták alá 1918. május 4-én a német–ukrán–orosz tűzszüneti megállapodást. 1918 novemberéig tartozott Ukrajnához. 1932 óta a róla elnevezett járás székhelye. A „városi község” státuszt 1939-ben kapta meg.
A második világháborúban a németek 1941. október 27-én foglalták el. A szovjet csapatok 1943. március 8-án szabadították fel.
Az orosz–ukrán háború részeként 2024. augusztus 9-től itt vívták a 2024. augusztusi kurszki területi betörés nyugati szárnyának sorsát jelentősen befolyásoló korenyevói csatát.

## Népesség
| 1939 | 1959 | 1970 | 1979 | 1989 | 2002 | 2010 | 2021 |
| ---- | ---- | ---- | ---- | ---- | ---- | ---- | ---- |
| 1938 | 3757 | 4736 | 5982 | 7177 | 6630 | 6119 | 5555 |

A lakosság nemzetiségi összetétele a 2021-es népszámlálás sajátosan összesített adatai szerint:
- oroszok – 91,92%
- ukránok – 0,83%
- örmények – 0,36%
- azeriek – 0,20%
- egyéb – 6,69%

## Közlekedése
Közlekedési csomópont, ahol a Szejm folyón fontos közúti és vasúti hidak vezetnek át. A Lgovot az ukrajnai Vorozsbával összekötő vasútvonal megállóhelye.

## Fordítás
Ez a szócikk részben vagy egészben  a   Korenevo, Korenevsky District, Kursk Oblast című angol Wikipédia-szócikk ezen változatának fordításán alapul.  Az eredeti cikk szerkesztőit annak laptörténete sorolja fel. Ez a jelzés csupán a megfogalmazás eredetét és a szerzői jogokat jelzi, nem szolgál a cikkben szereplő információk forrásmegjelöléseként.

## Külső hivatkozások
- Honlap (oroszul)